# モーラン・ハーン
モーラン・ハーン(モンゴル語: Молон хаан、1448年 - 1466年）は、モンゴルの第31代（北元としては第17代）ハーン（在位：1465年 - 1466年）。タイスン・ハーン（トクトア・ブハ）の子で、マルコルギス・ハーンの異母兄にあたる。漢文史料では即位以前のモーラン・ハーンの事をトグス太子(脱谷思、帖骨思太子)と記している。また、『蒙古源流』ではムラン・ハーンと表記される。

## 生涯
1448年、タイスン・ハーンとアルタガルジン・ハトンとの間に生まれる。3歳の時、タイスン・ハーンとアルタガルジン・ハトンが離縁したため、母方のゴルラト部で暮らすようになった。17歳の時（1464年）、祖父（母の父）であるチャブダン（シャブダン、沙不丹）が亡くなったため、同じゴルラト部のハブチルという者の所で召し使われるようになった。しばらくしてその家に災いが起きたため、ハブチルが預言者や占い師に聞いたところ、「ボルジギンに悪いことをした天罰である」と言われたので、恐れたハブチルはすぐさまモーランをオンリュート部のモーリハイ（毛里孩、ムラハイ王）のもとに送った。
1465年、折しもハーンであるマルコルギス・ウケクト・ハーンがボライ太師によって殺害されたので、モーランはモーリハイによってハーンに擁立された。
1466年のある日、ソロンガスのフトゥバガという者がモーラン・ハーンのもとに来て、「モーリハイがあなたの妻サマンディに色目を使い、兵を起こして攻めてきます」と偽ってモーラン・ハーンに兵を起こさせ、一方でモーリハイにも「ムラン・ハーンはあなたを殺してあなたの国人を奪おうとしています」と嘘をつき、両者を争わせた。やがてモーラン・ハーンはモーリハイに敗れ、殺害された。のちにモーリハイはモーラン・ハーンの妻のひとりモングチェイ・ハトンからフトゥバガの謀だったと知り、フトゥバガの舌を切って殺した。

## 死後
モーラン・ハーンの死後、モーリハイはしばらく新たなハーンを擁立せず、9年間の空位ののち、タイスン・ハーンの弟であるマンドゥールンがハーン位に就いた。